# П'ята сила
П'ята сила, або п'ята фундаментальна взаємодія, — гіпотетична фундаментальна взаємодія, можливо, пов'язана з темною матерією та/або з темною енергією.
П'ята сила не входить до Стандартної моделі. Як відомо з фізики елементарних частинок, всього існує чотири фундаментальні сили або взаємодії — гравітація, електромагнетизм, сильна і слабка ядерні взаємодії, які разом є основою всього різноманіття відомих явищ у природі. Однак деякі фізичні теорії припускають існування додаткової «п'ятої сили», яку вводять для пояснення різних аномальних спостережень, які не можна пояснити за допомогою Стандартної моделі. Характеристики п'ятої сили залежать від висовуваної деталей теорії, але багато теорій сходяться на тому, що п'ята сила має бути приблизно порівнянною з гравітаційною взаємодією (тобто вона набагато слабша, ніж електромагнітна і сильна взаємодії), а діапазон дії п'ятої сили проявляється на відстанях від менше міліметра до космологічних масштабів.

## Історія вивчення

Склад Всесвіту за даними супутника WMAP, що використовується в рамках моделі Лямбда-CDM

### Передумови існування
Пошуки п'ятої сили посилилися в останні десятиліття через два великі відкриття в космології, які поки що не можна повністю пояснити в рамках сучасних теорій. Під час аналізу швидкості обертання галактик виявлено, що більшість маси всесвіту припадає на невідому форму матерії — темну матерію. Більшість фізиків вважають, що темна матерія — це якась не відкрита елементарна частка, але дехто вважає, що вона може бути пов'язана з невідомою фундаментальною п'ятою силою. По-друге, нещодавно також виявлено, що розширення всесвіту прискорюється, що приписують іншій формі енергії, яку називають темною енергією. Деякі фізики припускають, що форма темної енергії, звана квінтесенцією, може бути п'ятою силою.

### Спроби виявлення

#### Частинка X17
Частинкою-переносником п'ятої сили може бути гіпотетична субатомна частинка, яку запропонував Аттіла Краснахоркаї, — це протофобний бозон масою близько 17 МеВ, який отримав назву частинка X17. Цю частинку запропоновано для пояснення аномальних кутів, які від 2015 року неодноразово спостерігалися в продуктах розпаду атомів берилію-8. Також їх спостерігали ще раз у листопаді 2019 року, та ж група дослідників, але в іншому експерименті, в стабільних атомах гелію.

#### Аномальний магнітний момент мюона
2021 року лабораторія імені Енріко Фермі повідомила, що вимірювання g-фактора аномального магнітного моменту мюона в експериментах Muon g-2 мають статистично значущу розбіжність із передбаченнями Стандартної моделі. Ця аномалія є сильним свідченням існування п'ятої фундаментальної взаємодії.